# Comté de la péninsule Mornington
Le Comté de la péninsule Mornington (Shire of Mornington Peninsula) est une zone d'administration locale dans la banlieue sud de Melbourne au Victoria en Australie.
Il résulte de la fusion, le 15 décembre 1994, des comtés de Flinders, Hastings et Mornington.

## Conseillers
Le comté est divisé en onze secteurs qui élisent chacun un conseiller :
- Mount Eliza
- Mornington
- Balcombe
- Kangerong
- Rosebud
- Truemans
- Rye
- Point Nepean
- Watsons
- Cerberus
- Red Hill

## Villes et banlieues
Il comprend les villes de:
| - Arthurs Seat - Balnarring - Balnarring Beach - Baxter - Bittern - Blairgowrie - Boneo - Cape Schanck - Crib Point - Dromana | - Flinders - Hastings - HMAS Cerberus - McCrae - Main Ridge - Merricks - Merricks Beach - Merricks Nord - Moorooduc - Mornington | - Mount Eliza - Mount Martha - Point Nepean - Point Leo - Portsea - Red Hill - Red Hill Sud - Rosebud - Rosebud Ouest - Rye | - Safety Beach - Shoreham - Somers - Somerville - Sorrento - Tootgarook - Tyabb |